# Puncheur

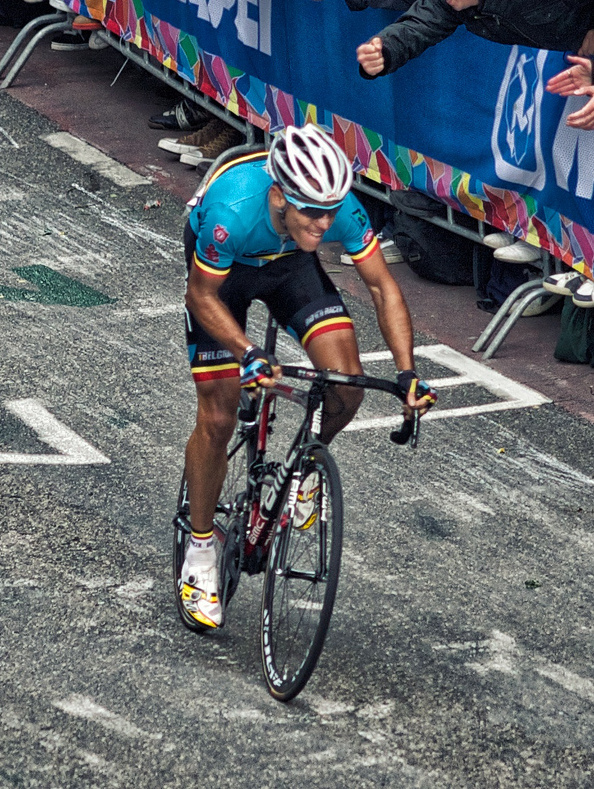
Dans le Cauberg, Philippe Gilbert sprinte vers la victoire sur la course sur route aux mondiaux 2012.

Un puncheur est une catégorie de coureurs cyclistes sur route qui ont la capacité de creuser des écarts de manière assez rapide - ils produisent pleinement leur effort durant environ trente à quarante secondes - et dont le terrain de prédilection est de nature vallonnée,. Ils affectionnent tout particulièrement les montées courtes (moins de 5 km) et sèches. Ils sont dotés d'un "gros moteur" et capables de supporter un effort relativement bref, mais extrêmement soutenu. C'est ainsi qu'ils s'illustrent sur les classiques, particulièrement sur les classiques ardennaises et le Tour de Lombardie, où ils sont opposés aux grimpeurs, mais également sur Milan-San Remo, Paris-Tours et les championnats du monde, où ils se trouvent cette fois confrontés aux sprinteurs, et enfin sur les courtes courses par étapes, exemptes de trop grandes difficultés, telles que Tirreno-Adriatico ou le Tour de Pologne.

## Exemples célèbres
Parmi les plus grands puncheurs du XXIe siècle, on peut citer : 
- Vincenzo Nibali,
- Peter Sagan,
- Philippe Gilbert,
- Paolo Bettini,
- Davide Rebellin,
- Danilo Di Luca,
- Samuel Sánchez,
- Joaquim Rodríguez,
- Alejandro Valverde,
- Simon Gerrans,
- Greg Van Avermaet,
- Julian Alaphilippe,
- Wout van Aert,
- Mathieu van der Poel.

Les puncheurs peuvent également combiner les points forts. Voici des exemples :
- Tadej Pogacar, puncheur mais avant tout grimpeur
- Mads Pedersen, sprinteur-puncheur.